# Progressistes (Brasil)
Progressistes (en portuguès Progressistas; PP) és un partit polític de centredreta i de dreta al Brasil. Fundat al 1995 com el Partit Progressista Brasiler, va sorgir dels partits que van ser successors de l'Aliança Renovadora Nacional (ARENA), el partit governant de la dictadura militar brasilera. Partit pragmatista, va donar suport als governs dels presidents Fernando Henrique Cardoso, Luiz Inácio Lula da Silva, Dilma Rousseff, Michel Temer i Jair Bolsonaro. En gran part va ser el partit de la política de Paulo Maluf, un antic governador i alcalde de São Paulo. De tots els partits polítics, en la investigació de corrupció Operació Autorentat, els progressistes van tenir més condemnes, així com al cas de Petrobras.
El partit els darrers anys havia abraçat plenament la dreta. A les eleccions generals brasileres de 2018, el partit va donar suport a la candidatura de Geraldo Alckmin. Després de les mateixes, tot i que es van mantenir neutrals a la segona volta, el partit ha recolzat gairebé totalment les polítiques de Jair Bolsonaro, donant suport a la seva candidatura a la presidència el 2022 i votant amb ell el 93% de les vegades.

## Història
Fundat el 1995, com a Partit Progressista Brasiler (PPB), per la unió de:
- El Partit Progressista Reformador, fundat el 1993 pel Partit Democràtic Social i el Partit Demòcrata Cristià;
- El Partit Progressista, fundat el 1993 pel Partit Social Laborista i el Partit Laborista Reformador.

El partit va entrar en coalició amb el Partit de la Socialdemocràcia Brasilera (PSDB) i el Partit del Front Liberal, donant suport al president Fernando Henrique Cardoso a les eleccions generals brasileres de 1998.
A les eleccions generals de 2002, el partit va donar suport informal a la candidatura de Ciro Gomes a la primera volta i va donar suport formal a José Serra a la segona.
El 2003, el partit va canviar el seu nom pel de Partit Progressista. El PP també ha donat suport al govern liderat pel Partit dels Treballadors del 2003 al 2015.
Els seus polítics més coneguts són Paulo Maluf, alcalde i governador de São Paulo durant diversos mandats, Esperidião Amin, antic governador de Santa Catarina i senador, i Francisco Dornelles, antic ministre de Treball i senador per l'estat de Rio de Janeiro.
El partit ha mostrat des dels seus inicis una tendència a la divisió regional, amb la secció de l'estat de Rio Grande do Sul sovint amenaçant amb la secessió, en part a causa del que ells veuen com una condescendència de la direcció nacional del partit cap als membres implicats en escàndols de corrupció, inclòs Paulo Maluf (que va ser acomiadat del seu càrrec de líder de facto del PP).
L'orientació nacional del partit ha estat d'una estreta aliança amb el govern del Partit dels Treballadors de Lula (excepte en temes sensibles al nucli de la dreta del PP, com ara els impostos), mentre que la secció de Rio Grande do Sul mostra una vegada més una postura desafiant en alinear-se més sovint amb l'oposició.
El Partit però, va donar suport a la destitució de Dilma Rousseff, dividint la seva aliança amb el Partit dels Treballadors.

## Ideologia
El partit ha estat tradicionalment, com molts partits de dreta al Brasil, un partit de pragmatisme i moderació, aliant-se convenientment amb els partits d'esquerra més grans. Les posicions principals del partit al Congrés han estat la d'interessos empresarials que recolzen una fiscalitat més baixa, destacant aquestes propostes d'acord amb altres principis de creixement econòmic de l'esquerra. Quan es va aliar amb els governs de Lula i Dilma, el partit va donar suport al programa Bossa Família en confluència amb les retallades d'impostos per al creixement econòmic.
En anys més recents, però, el partit s'ha tornat més nacional conservador, representant el conservadorisme menys religiós i menys populista que existia al Brasil abans de l'elecció de Bolsonaro. El partit va donar suport a un nacionalisme econòmic més gran que alguns dels seus socis de coalició i, en general, és menys favorable als militars que el Partit Liberal. Tanmateix, en general, el partit va donar suport al bolsonarisme, i molts dels seus membres del gabinet han estat membres de les forces polítiques vinculades.

## Evolució del logotip

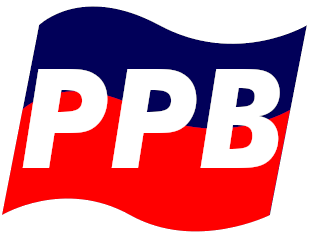
1995-2003
2003-2017
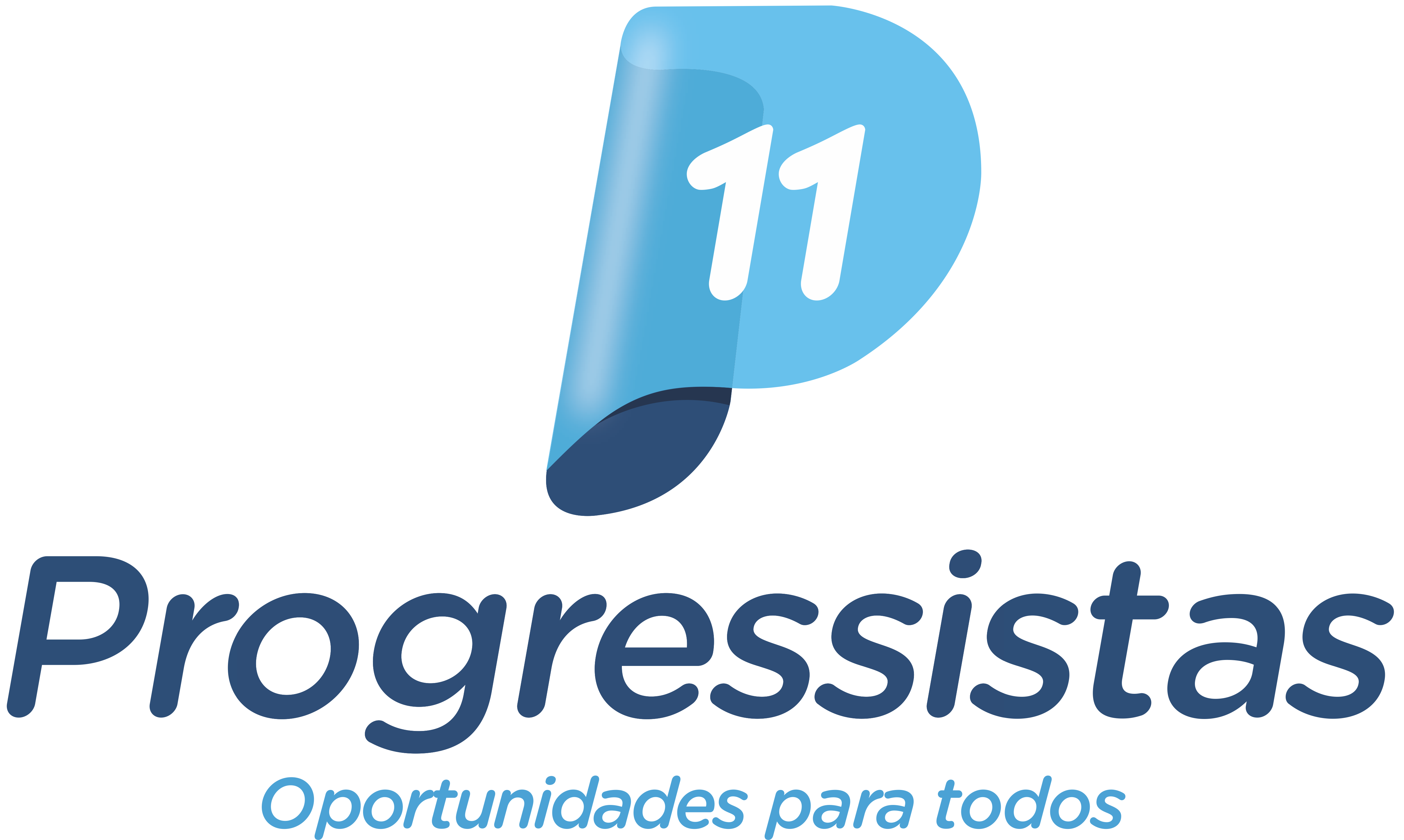
2017-Actual

## Resultats electorals

### Eleccions legislatives
| Any                                                               | Cambra de Diputats | Cambra de Diputats | Cambra de Diputats | Cambra de Diputats | Senat Federal | Senat Federal | Senat Federal | Senat Federal | Govern              |
| Any                                                               | Vots               | %                  | Escons             | +/–                | Vots          | %             | Escons        | +/–           | Govern              |
| ----------------------------------------------------------------- | ------------------ | ------------------ | ------------------ | ------------------ | ------------- | ------------- | ------------- | ------------- | ------------------- |
| 1998                                                              | 7,558,601          | 11.35%             | 60 / 513           | Nou                | 9,246,089     | 14.95%        | 3 / 81        | Nou           | Coalició            |
| 2002                                                              | 6,828,375          | 7.81%              | 48 / 513           | 12                 | 6,903,581     | 4.49%         | 1 / 81        | 2             | Coalició            |
| 2006                                                              | 6,662,309          | 7.15%              | 42 / 513           | 6                  | 4,228,431     | 5.01%         | 1 / 81        | = 0           | Coalició            |
| 2010                                                              | 6,330,062          | 6.55%              | 41 / 513           | 1                  | 9,170,015     | 5.38%         | 5 / 81        | 4             | Independent         |
| 2014                                                              | 6,429,791          | 6.61%              | 38 / 513           | 3                  | 1,931,738     | 2.16%         | 5 / 81        | = 0           | Coalició            |
| 2018                                                              | 5,480,067          | 5.57%              | 37 / 513           | 1                  | 7,529,901     | 4.39%         | 6 / 81        | 1             | Coalició            |
| 2022                                                              | 8,704,341          | 7.90%              | 47 / 513           | 10                 | 7,592,391     | 7.47%         | 7 / 81        | 2             | Oposició (2022)     |
| 2022                                                              | 8,704,341          | 7.90%              | 47 / 513           | 10                 | 7,592,391     | 7.47%         | 7 / 81        | 2             | Independent (2023–) |
| Fonts: Election Resources, Dados Eleitorais do Brasil (1982–2006) |                    |                    |                    |                    |               |               |               |               |                     |